# Guatteria talamancana
Guatteria talamancana este o specie de plante angiosperme din genul Guatteria, familia Annonaceae, descrisă de Nelson A. Zamora și Paulus Johannes Maria Maas. Conform Catalogue of Life specia Guatteria talamancana nu are subspecii cunoscute.